# Herbert Westmacott
Herbert Richard Westmacott, MC (* 11. Januar 1952; † 2. Mai 1980 in Belfast, Nordirland) war ein Captain des Special Air Service (SAS), der bei einem Einsatz gegen die IRA getötet wurde. Er war der erste und zugleich ranghöchste Angehörige des SAS, der während des Nordirlandkonflikts ums Leben kam.

## Einsatz in Nordirland
Der Cousin des britischen Diplomaten Peter Westmacott befand sich seit Februar 1980 in Nordirland im Einsatz und leitete im Mai 1980 einen Einsatz zur Festnahme von Mitgliedern der M60-Gang der IRA, welche unter Verwendung eines M60-Maschinengewehrs, Feuerüberfälle auf Sicherheitskräfte verübt hatten. Bei diesem Einsatz in der Belfaster Antrim Road kam es zu einem Feuergefecht, bei dem Herbert Westmacott getötet wurde. Die IRA-Männer ergaben sich erst nach einer rund halbstündigen Belagerung. Da der SAS zu diesem Zeitpunkt noch nicht offiziell bestätigt war, wurde Westmacott in den Medien als Angehöriger der Grenadier Guards genannt, denen er zuvor angehört hatte.
Im Oktober 1980 wurde er als erster Soldat posthum mit dem Military Cross ausgezeichnet. 

## Täter
Im Juni 1981 entkamen die Täter Angelo Fusco, Paul Magee, Robert Campbell und Joe Doherty durch Waffengewalt aus dem Belfaster Gefängnis in der Crumlin Road. Nordirlandminister Humphrey Atkins sprach von einer sorgfältig geplanten und professionell ausgeführten Flucht. Sie wurden zwei Tage später in Abwesenheit jeweils zu lebenslanger Haft verurteilt. 
Doherty konnte sich in die Vereinigten Staaten absetzen, von wo aus er 1992 an Großbritannien ausgeliefert wurde und bis 1998 in Haft verblieb, ehe er aufgrund des Karfreitagsabkommens entlassen wurde. Magee hatte sich nach England abgesetzt und wurde dort 1993 wegen Mordes an einem Polizisten zu lebenslanger Haft verurteilt, wobei er 1998 an Irland ausgeliefert und 1999 entlassen wurde. Fusco und Campbell setzten sich nach Irland ab und entgingen einer Haftstrafe in Großbritannien oder Nordirland. Im Dezember 2000 wurden Fusco, Magee und Campbell von Königin Elisabeth II. begnadigt und müssen somit im Falle einer Rückkehr nach Nordirland, mit keiner Strafverfolgung mehr rechnen.